# エドワード・F・コックス
エド・コックス (Ed Cox) として知られる、エドワード・リドリー・フィンチ・コックス（Edward Ridley Finch Cox、1946年10月2日 - ）は、アメリカ合衆国の弁護士、共和党ニューヨーク州委員会前委員長。コックスは、アメリカ合衆国大統領だったリチャード・ニクソンとファーストレディだったパット・ニクソンの娘婿、義理の息子である。

## 生い立ち、家族、経歴
コックスは、父ハワード・エリス・コックス (Howard Ellis Cox) と母アン・クルー・デラフィールド・フィンチ (Anne Crewe Delafield Finch) の間に、ニューヨーク州サウサンプトンのサウサンプトン病院で生まれた。ウェストハンプトン・ビーチのウェストハンプトン・ビーチ小学校 (Westhampton Beach Elementary School)、ニューヨークのアレン＝スティーヴンソン・スクールに学んだ。コックスは、裁判官であった祖父エドワード・R・フィンチから名を採ったが、この祖父は1915年から1943年にかけてニューヨーク州高位裁判所の判事を務め、高位裁判所控訴部第一部 (First Department) 部長、上訴裁判所の副長官を務めた。コックスの父ハワード・エリス・コックスは、第二次世界大戦で勲章を受章した飛行士で、ニューヨーク州弁護士でもあり、ロングアイランドで不動産開発事業を手がけていた。
コックスは、プリンストン大学のウッドロー・ウィルソン公共政策大学院を1968年に、ハーバード・ロー・スクールを1972年に修了した.。プリンストン大学では、陸軍予備役将校訓練課程 (ROTC) の大隊長を務め、後には第11特殊部隊グループ (11th Special Forces Group) の予備役将校を務めた。
1964年、ニューヨークのウォルドルフ＝アストリア・ホテルで開催された格式の高いインターナショナル・デビュタント・ボールで、リチャード・ニクソンの娘トリシア・ニクソンがデビュタントとして社交界に登場したとき、コックスの母アンはこの舞踏会の代表者をしており、エドワード・コックスは、この舞踏会において、彼女の民間人エスコート役を務めた。
1971年3月16日、コックスは当時大統領の娘となっていたトリシア・ニクソンと婚約した。ふたりの結婚式は、同年6月12日に、ホワイトハウスのローズ・ガーデンで挙行された。『ライフ』誌は、この結婚式を、「アメリカの王族のようなもの」の結婚 (a union 'akin to American royalty') と評した。エドワードとトリシアのコックス夫妻には、クリストファー・ニクソン・コックスという息子がひとりいる。コックス一家は、ニューヨーク州ロングアイランドに住んでいる
コックスは、「貴族的なウォール街の弁護士 (a patrician Wall Street lawyer)」と
評されている。

## 政治活動
コックスは、当時知事だったジョージ・パタキが勇退した場合に、2006年のニューヨーク州知事選挙に出馬するのではないかと噂されていた。結局パタキは再出馬せず勇退したが、コックスは知事選に出馬せず、同年のニューヨーク州における合衆国上院選挙 (2006 United States Senate election in New York) で民主党のヒラリー・クリントンへの対抗馬となることを模索した。しかし、パタキが、共和党内でコックスのライバルだった、ウエストチェスター郡の地方検事ジェニー・ ピロを上院議員選の候補者として推したのを受け、2005年10月14日に出馬断念を表明した。
2007年から2008年にかけて、コックスは、ジョン・マケインのニューヨーク州における大統領候補指名選挙運動を指揮した。

### 共和党ニューヨーク州委員会委員長（2009年–2019年）
2009年9月30日の委員会において、コックスは共和党ニューヨーク州委員会の委員長に選出された。委員長に選出された際、コックスは「今後の課題 (agenda for the future)」として7点を挙げた。
1. 「フルタイムの委員長」となる
2. 2009年の地方選挙に勝利する
3. 州の党職員体制の再構築
4. 州の党に対する全国的な「信頼の回復」
5. 資金を集める
6. 「投票用紙を上から下まで埋められるだけの候補者たち」を集める
7. 2010年の選挙で州全域で勝利する[19]

2018年、エリー郡の委員長ニック・ラングワージーが、州委員会委員長の選挙運動を始めた。2019年5月20日、モンロー郡の委員長ビル・レイリッチが、ラングワージー支持を表明したのを受け、コックスは次期の州委員長選挙に出馬しないことを表明し、『デモクラット・アンド・クロニクル (Democrat and Chronicle)』紙は、ラングワージーが次期委員長と「なることに落ち着いた (poised to become)」と報じた。コックスは発表した声明で、「ニューヨーク州委員会 (NYGOP) 委員長を務めた過去10年間は、私の人生の中でも最も報いの多い時期であり、私は今後も、ここニューヨーク州で、より多くの共和党員が選挙で勝利することを積極的に手助けしてきます」と述べた。さらにコックスは、ドナルド・トランプ大統領の再選キャンペーンにも加わるとした。2019年7月1日、退任するコックスに代わって、ラングワージーが正式にニューヨーク州委員会の委員長に指名された。